# Ізгої (телесеріал)
Ізгої (англ. Outcasts) — це серіал 2010—2011 року, що був відзнятий британським телебаченням; науково-фантастичний драматичний серіал, в головній ролі Ліам Каннінгем, Герміона Норріс, Емі Менсон, Деніел Мейс, Ерік Мабіус і Ешлі Уолтерс. Ця прем'єра відбулася на BBC One, і BBC HD. Та також транслювався в США на BBC America.

## Опис
Ізгої відбувається у 2060 році на вигаданій планеті Карпатії, так званій «жилої зони» в подорожі у п'ятиріччя від Землі. Карпатія була колонізована чередою космічних кораблів, що рятувалися від руйнування і ядерного конфлікту на Землі. Більшість населення планети живе в межах першого міста Фортхевена, який був першим поселенням за десять років до часу початку колонізації. Карпати жили в невіданні долі Землі, отримавши звістку тільки від кількох евакуйованих транспортера судів, які успішно пройшли через важку посадку на Карпатії. Карпатія була так названа колоністами на честь Карпатія, корабля, який прийшов, щоб врятувати тих, що залишилися в живих в історичному Титаніку. Катастрофа.
Історія зосереджується на Президенті Карпатії, Річарді Тейті, і основних членів охорони і безпеки (PAS)-команди, а також Розвідниках (XPS), роль яких полягає у вивченні планети пішки і пошуку ресурсів і ліків. З приходом CT-9, можливо, останнього транспортеру, що досягнув Карпатії на шляху від Землі, сюжетні лінії обертаються навколо тривалого життя існуючих поселенців, введення в посаду нових евакуйованих у співтовариство Фортхевена і вплив інших людей, що живуть поза стінами Фортхевена.

## Науково-фантастичні елементи
Хоча багато чого з серії про людські відносини в ворожому оточенні, існує ряд науково-фантастичних елементів — таких, як створюються в майбутньому, на планеті в далекій сонячній системи, після якоїсь глобальної катастрофи.
(ACS) представляють собою групу генетично покращених людей, призначених, щоб вижити в суворих умовах. На початку колонізації, вони були помилково звинувачені як носії/джерело чуми в результаті якого загинули багато з дітей нової колонії, в тому числі тих, що від Президента Тейта. Деякі з кондиціонерів мають специфічні проблеми через їх кондиціонування. Вони нібито стерильні.
Хоча планета має тільки прості форми місцевих тварин і птахів, протягом сюжету колонія виявляє свідоцтва згаслого виродження гомінідів видів і таємничий інопланетний розум здатний проявити фізичних осіб на основі колоністів.
У (DBV) машина переводить активність мозку у візуальні образи на екрані, показуючи, що людина пам'ятає. Людина сидить в кріслі з відкидною спинкою з їх голови між двома блоками, що містять датчики для збору даних, не проникаючи в мозок.

## У ролях
- Ліам Каннінгем — як президент Річард Тейт,
- Герміона Норріс — як доктор Стелла Айсен, начальник охорони і безпеки (PAS),
- Деніел Мейс — як PAS співробітник Касс Кромвеля,
- Емі Менсон — як PAS директор Флер Морган,
- Ешлі Уолтерс — як експедиційного Джек Холт,
- Майкл Легг — як Самоскид Мелоун,
- Ерік Мабіус — як Юлій Бергер, колишній віце-президент Програми евакуації Землі,
- Лора Грінвуд — як Айслінг,
- Ленглі Кірквуд — як Руді
- Імдад Міах — як Санті,
- Патрік Лістер — як капітан Келлермана, командир CT-9 (Колоніальний транспортер 9),
- Жанна Кіетсман — як Лілі Ісен, дочка Стелли,
- Джеймі Бамбер — як Мітчелл Hoban, керівник Expeditionaries (XPS) Його профіль Psych дає свою дату народження (12/03/2023) і вказує, що він може страждати від роздвоєння особистості.
- Джульєтта Обрі — як Джозі Хантер.

## Виробництво
У розробці з 2007 року,, BBC прес-служба, 24 травня 2007 року виробництва Kudos Film & Television для BBC One, відеоряд почали створювати в ПА в травні 2010 року, що збігся з 2010 FIFA World Cup, що проводився там. За словами Девіда Стівенсона, що пише в Daily Express, оригінальні сценарії пройшли 25 переписувань.

## Епізоди
| Епізод | Назва       | Режисер        | Сценарист                  | Глядачі в Англії (мільйони) | Доля (%) | Дата показу     |
| ------ | ----------- | -------------- | -------------------------- | --------------------------- | -------- | --------------- |
| 1      | «Episode 1» | Брахат Нуллурі | Бен Річардс                | 4.50                        | 17.9     | 7 лютого 2011   |
| 2      | «Episode 2» | Брахат Нуллурі | Бен Річардс                | 3.30                        | 13.0     | 8 лютого 2011   |
| 3      | «Episode 3» | Омар Мадха     | Бен Річардс і Саймон Блок  | 2.95                        | 11.8     | 14 лютого 2011  |
| 4      | «Episode 4» | Омар Бадха     | Джек Лотхіан               | 2.63                        | 10.05    | 15 лютого 2011  |
| 5      | «Episode 5» | Ендрю Гондард  | Бен Річардс і Джим Гарднер | 2.70                        | 10.8     | 21 лютого 2011  |
| 6      | «Episode 6» | Ендрю Годдард  | Девід Фарр                 | 1.52                        | 10.5     | 27 лютого 2011  |
| 7      | «Episode 7» | Джимі Пейн     | Девід Фарр                 | 1.33                        | 9.7      | 6 березня 2011  |
| 8      | «Episode 8» | Джимі Пейн     | Бен Річардс                | 1.56                        | 11.6     | 13 березня 2011 |

## Сприйняття
У своїй статті в The Independent, Брайан Вінер визнав, що спочатку Ізгої відродили свої забобони про наукову фантастику, але він поступово засмоктує. Перший епізод був «добре написаний», «вправно спрямований» і «чудово діяв». Ці цитати також використовуються як Вставка на обкладинці Blu-Ray Disc для випуску серій.
Однак інші думки про серію в цілому були більш негативними. Огляд для The Daily Telegraph Кріса Харвея знайшов його «одним з найбільш вражаюче нецікавих драм, які були на телебаченні протягом останнього часу», «сіра» і «досить пихата людська драма».
Кевін О'Салліван писав для The Daily Mirror: «Герміона Норріс і Деніел Мейс у науково-фантастичному смітті», і «Хто направив його? Ед Вуд? І який сценарій! Так щелепи жахливо боляче».
The Times рецензент, Девід Чатир писав: «Відтоді як Bonekickers у BBC транслював такий безнадійно жахливий серіал. Іноді катастрофи такого масштабу може бути поданий саме тому, що вони такі похмурі, але у цього є свого роду подрібнення зло, яке не піддається здійсненню будь-якого виду».
Ендрю Ентоні для The Observer сказав: "Всі разом я неправильно серії сприймав як свого роду космічну трагедію, коли насправді це була трагічна комедія. Вона не намагалася бути мудрою. Глибокою в минулому, Карпатія була чиста Моркамб.
Обговорення серії та її проблемних ділянок/сценаріїв пройшли по всіх найрізноманітніших сайтах, у тому числі The Guardian де епізод за епізодом розглядав Фелім О'Ніл.
Аудиторії для серії були бідні: починаючи від початкового низького показника в 4,5 мільйона глядачів на пілотному епізоді, шоу втратив майже дві третини протягом його пробігу, щоб закінчити з 1,56 млн британських глядачів.

## Планування та анулювання
Після запуску по понеділках і вівторках о 21:00, The Guardian повідомив, що після розчаровують у рейтингах, п'ятий епізод буде останнім у цьому прайм-тайм слоті, з подальшими епізодами час перенесено на пізні ночі по неділях.
Бен Річардс, письменник/творець шоу, зухвало пішов, коментуючи: «Я абсолютно впевнений, ми будемо правити наш новий слот. Ясні очі, повні серця, не можемо програти!» і «Культдом манить продовжувати спостерігати хардкор, тому що інші EPS здорово[що?].»
14 березня 2011 року (наступного дня після заключного епізоду), BBC підтвердив, що серіал Ізгої був скасований, і що не буде ніякого другого сезону. Другий сезон був в плануванні за тим пунктом, що Річардс заявив, що має намір написати як роман, а не[що?].

## Міжнародна трансляція
| Країна        | Мережа             | Прем'єра       |             |
| ------------- | ------------------ | -------------- | ----------- |
| Австралія     | ABC1               | 28 травня 2011 |             |
| Канада        | Space Channel      | 18 червня 2011 |             |
| США           | BBC America        | 18 червня 2011 |             |
| Скандинавія   | Canal+ Scandinavia | Жовтень 2011   | Netflix.com |
| Нова Зеландія | Choice             | Серпень 2012   |             |

## DVD релізи
Ізгої був випущений і у три-диска DVD і двома дисками Blu-Ray Disc Пакет на 4 квітня 2011 року.
| Формат              | Код ASIN ref          | Інші деталі                                                                                          | Особливості |
| ------------------- | --------------------- | --- | --- |
| DVD 3 disc          | BBCDVD3339 B004M5J7XU | Region 2, Anamorphic Widescreen 16:9, PAL, Run Time 470 minutes, English language, English subtitles | - Reaching out to the stars: Hear from the Producers, writers and cast from the series. - Forthaven — Set Tour |
| Blu-ray Disc 2 disc | BBCBD0156 B004PFB8K2  | Region 2, Anamorphic Widescreen 16:9, PAL, Run Time 470 minutes, English language, English subtitles | - Reaching out to the stars: Hear from the Producers, writers and cast from the series. - Forthaven — Set Tour |